# Xanthopimpla didyma
Xanthopimpla didyma är en stekelart som beskrevs av Chao 1997. Xanthopimpla didyma ingår i släktet Xanthopimpla och familjen brokparasitsteklar. Inga underarter finns listade i Catalogue of Life.